# 五色台トンネル
五色台トンネル（ごしきだいトンネル）は、香川県高松市と坂出市を結ぶ道路トンネル。サンポート高松と坂出北インターチェンジを直結する香川県道161号高松坂出線の中間にある。かつては高松坂出有料道路の一部であったが、料金徴収期限の2011年3月27日をもって無料化された。自動車専用道でないため、自転車も歩行者も通行可能だが、歩道は大変狭いので注意が必要である。
トンネル中央付近が高松市と坂出市の境になっている。高速バス以外の一般路線バスの路線は通っていない。開通当時は香川県内で最も長いトンネルだった。

## 概要
- 路線：香川県道161号高松坂出線（さぬき浜街道）
- 所在地：高松市亀水町 - 坂出市青海町
- 全長：1,437m

## 近隣
- 五色台
- 香川県総合運動公園